# Дойч-Ярндорф
Дойч-Ярндорф (нім. Deutsch Jahrndorf) — громада округу Нойзідль-ам-Зее у землі Бургенланд, Австрія.
Дойч-Ярндорф лежить на висоті   м над рівнем моря і займає площу 27,41 км². Громада налічує 611 мешканців. 
Густота населення 22/км².  
|                                       |
| Дойч-Ярндорф на мапі округу та землі. |

 Адреса управління громади: Obere Hauptstraße 12, 2423 Deutsch Jahrndorf. 

## Демографія
Історична динаміка населення міста за даними сайту Statistik Austria

## Відомі особи
- Карл Реннер, політик, юрист.

## Виноски
1. ↑  Dauersiedlungsraum der Gemeinden Politischen Bezirke und Bundesländer - Gebietsstand 1.1.2018 — Статистичне управління Австрії.
2. ↑  www.deutsch-jahrndorf.at. Архів оригіналу за 12 жовтня 2013. Процитовано 20 жовтня 2013.
3. ↑  Gemeindedaten von Deutsch Jahrndorf. Архів оригіналу за 29 вересня 2007. Процитовано 20 жовтня 2013.

| Австрія | Це незавершена стаття з географії Австрії. Ви можете допомогти проєкту, виправивши або дописавши її. |